# An Englishman Abroad
An Englishman Abroad is een Britse dramafilm uit 1983 onder regie van John Schlesinger.

## Verhaal
De actrice Coral Browne leert in 1958 Guy Burgess kennen tijdens een tournee in Moskou. Hij is een Britse diplomaat die enkele jaren tevoren vermist werd en vervolgens een spion bleek voor de Sovjet-Unie.

## Rolverdeling
| Acteur            | Personage       |
| ----------------- | --------------- |
| Alan Bates        | Guy Burgess     |
| Coral Browne      | Zichzelf        |
| Charles Gray      | Claudius        |
| Harold Innocent   | Rosencrantz     |
| Vernon Dobtcheff  | Guildenstern    |
| Mark Wing-Davey   | Hamlet          |
| Douglas Reith     | Toby            |
| Peter Chelsom     | Giles           |
| Judy Gridley      | Tessa           |
| Denys Hawthorne   | Kleermaker      |
| Trevor Baxter     | Winkelchef      |
| Roger Hammond     | Laarzenmaker    |
| Alexei Jawdokimov | Tolya           |
| Matthew Sim       | Jongen          |
| Molly Veness      | Mevrouw Burgess |